# Kossi Efoui
Kossi Efoui (Anfoin, 1962) es un escritor de Togo. 
Estudió Filosofía en la Universidad de Lomé, (Lomé), y tomó parte del movimiento contestatario del régimen de Gnassingbé Eyadéma. Vive exiliado en Francia, donde escribe teatro, crónicas (sobre todo para Jeune Afrique) y novelas. Es uno de los jóvenes autores africanos más originales de su generación y cuya vinculación al panafricanismo y a la negritud no se ha realizado en los términos de sus predecesores en el África francófona.

## Obra
- L'Ombre des choses à venir, novela, ed. Le Seuil, 2009
- Solo d'un revenant, novela, ed. Le Seuil, 2008
- Io (tragedia), teatro, ed. Le bruit des autres, 2007
- Volátiles, nooticias, ed. Joca Seria, 2006
- La Fabrique de cérémonies, novela, ed. Le Seuil, 2001 ISBN 2-02-047299-6
- L'entre-deux rêves de Pitagaba, teatro, ed. Acoria, 2000
- La Polka, novela, ed. Le Seuil 1998
- Le Petit Frère du rameur, teatro, ed. Lansman, 1995
- La Malaventure, teatro, ed. Lansman, 1993
- Le carrefour, teatro, ed. L'Harmattan, 1989[1]